# Иларий (строитель Рождество-богородичной пустыни)
Иларий (ум. ок. 1795) — русский монах; строитель Коренной Рождество-Богородичной пустыни Русской православной церкви.

## Биография

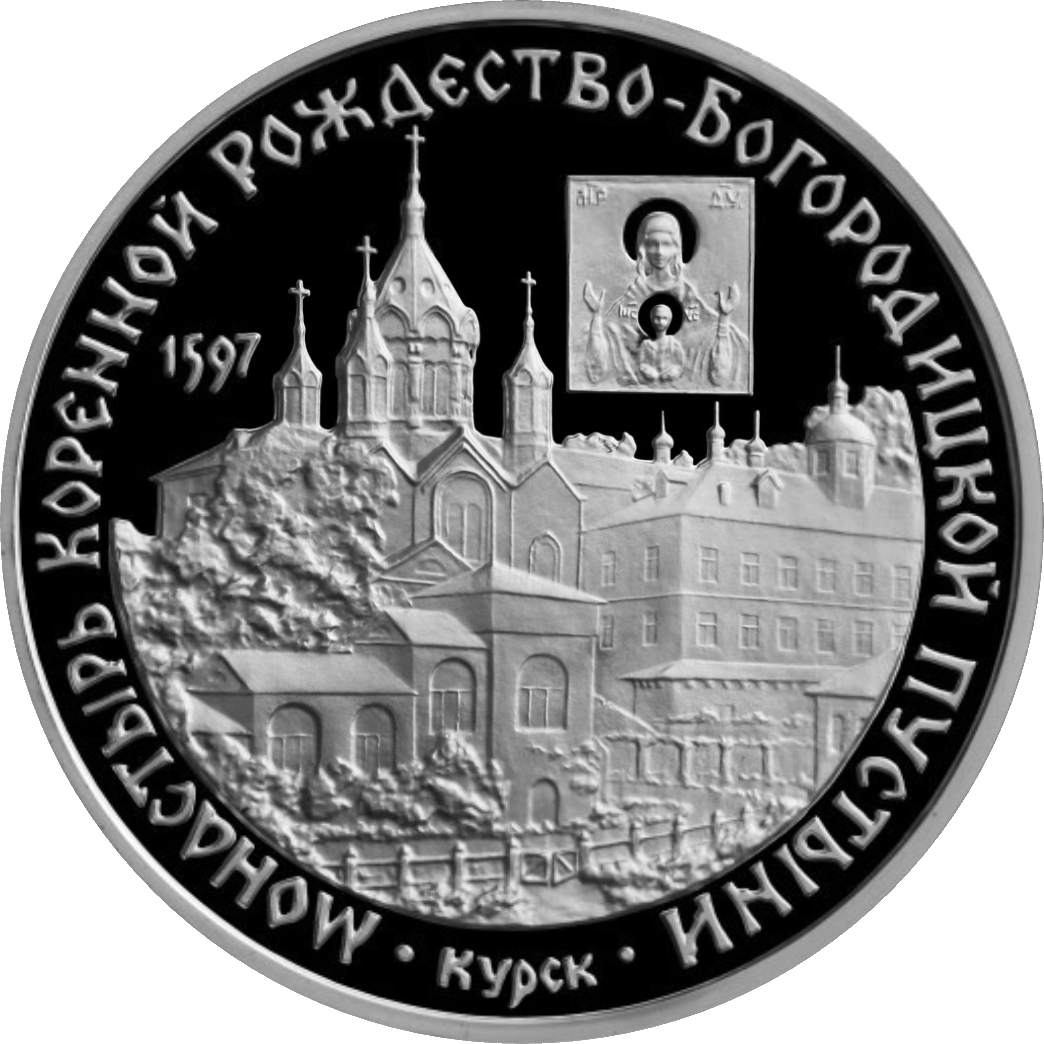
Монета Банка РФ

Происходил из великороссиян; духовного звания. Монашество с именем Иларий принял в 1758 году в Астраханском Спасском монастыре (до настоящего времени не сохранился); при астраханском архиерейском доме состоял ризничим, экономом и духовником. 
Позднее Иларий был назначен строителем Покровского монастыря. Оттуда перешел в Саровскую пустынь Тамбовской епархии РПЦ. 
20 октября 1792 года Иларий был назначен в Коренную Рождество-Богородичную пустынь (Курской епархии) наместником — с поручением завести там общежительные порядки. Проработав над реорганизацией внутренней жизни пустыни три года, Иларий, по собственному желанию, возвратился в 1795 году в Саровскую пустынь, где вскоре и скончался.